# Negus ornatum
Negus ornatum är en insektsart som beskrevs av Buckton. Negus ornatum ingår i släktet Negus och familjen hornstritar. Inga underarter finns listade i Catalogue of Life.